# Търновско археологическо дружество
Търновското археологическо дружество е първото археологическо дружество в България.

## История
Марин Дринов и митрополит Климент (Васил Друмев) дават идея за създаване на място, където да се съхраняват старини и археологически обекти. Д-р Васил Берон, Цани Гинчев и други видни дейци и общественици, поставят началото на това дружество, полагащо основите на българската археология на 18 март 1879 г. На 2 февруари 1884 г. в църквата „Св. Константин“ се провежда учредително заседание. За председател е избран д-р Васил Берон.

## Археолози, водили разкопки в Търново
- Моско Москов
- Карел Шкорпил – първи разкопки на Царевец[1]
- д-р Васил Берон и проф.Марин Дринов – първи разкопки на Трапезица[2]
- Иван Велков – първи разкопки на Девинград[3]
- Янка Николова